# Lope I de Aquitania
Lupus I (también Lupo, Loup, Lobo, Otsoa, u Otxoa) fue duque de Vasconia y de Aquitania desde aproximadamente 670. Su reinado puede haber durado unos pocos años (hasta 676) o quizá alguno más (hasta 710). Es a menudo considerado el progenitor de la dinastía gascona de Lope II y de la aquitana de los odónidas.
Lope fue el sucesor de Félix, cuyo ducado parecía abarcar un territorio idéntico al del reino de Cariberto II. En algún momento después de 658, Lope se rebeló contra Félix y más tarde le sucedió. Mantuvo las ciudades de Toulouse y Burdeos en 673, cuando estaba aliado con Flavio Paulo contra Wamba, rey de los visigodos, y atacó Béziers. Convocó el importante sínodo de Burdeos entre 673 y 675. En 675, intentó capturar Limoges, lo que fue su perdición. Murió durante el ataque, descrito por el autor del Miracula Martialis ['Mlagros de  san Marcial'] «en sedem regam se adstare». Después, las fuentes son silenciosas sobre él y sus sucesor(es).